# Museo nazionale della Finlandia
Il Museo nazionale della Finlandia (in finlandese Kansallismuseo) è situato ad Helsinki e vi è custodita la collezione che illustra la storia della Finlandia dall'età della pietra ai giorni nostri.
La collezione comprende circa mezzo milione di manufatti che riguardano la storia del paese, la cultura popolare e in generale quella dei popoli ugro-finnici.
L'origine del museo risale al 1893 quando furono unite collezioni diverse per costituire il Museo storico di Stato in cui vennero riaggregate le collezioni dell'Università di Helsinki. In precedenza la collezione etnografica era stata scorporata e conservata nel Museo etnografico fondato nel 1840 mentre la collezione numismatica era stata separata nel 1849.
Intorno al 1870 vennero conferite all'università due nuove collezioni, quella della Società antiquaria finlandese e quella del Museo etnografico delle unioni studentesche. Venne proposto che lo stato prendesse possesso del Museo storico ed etnografico per ampliarlo in modo da ospitare anche le nuove collezioni. Nel 1893 le collezioni vennero formalmente trasferite allo stato.
La progettazione del nuovo edificio del museo era iniziata già nel 1887, il progetto, realizzato dall'architetto Sebastian Gripenberg, prevedeva la realizzazione di un palazzo in stile neoclassico, la ricerca di un sito idoneo rallentò la realizzazione di quasi dieci anni, tanto che una volta trovato il luogo il progetto non era più coerente con le nuove teorie dell'architettura museale.
Nel 1902 venne indetto un concorso di architettura vinto dal trio Herman Gesellius, Armas Lindgren ed Eliel Saarinen. L'edificio fu completato nel 1910, l'allestimento degli interni richiese altro tempo e le prime sale del museo aprirono al pubblico solo nel 1916. Il museo assunse il nome attuale nel 1917 con l'indipendenza del paese.
Nel 2019 è stato indetto un concorso di architettura per la progettazione di un edificio a fianco della sede storica, il concorso è stato vinto dal progetto dello studio finlandese JKMM Architects, il completamento del nuovo edificio è previsto per il 2025.
Oltre all'edificio principale il museo nazionale di Finlandia comprende altri musei e sedi tra le quali:
- il museo all'aperto sull'isola di Seurasaari
- Tamminiemi, la residenza del presidente Urho Kekkonen
- Hvitträsk la sede dello studio di architettura Gesellius, Lindgren e Saarinen
- il casino di pesca dell'imperatore Alessandro III di Russia a Langinkoski
- il castello di Häme
- il castello di Olavinlinna
- il castello di Louhisaari
- la prigione presso il castello di Häme, unico museo penitenziario del paese